# Nataša Bojković
Nataša Bojković, cyr. Наташа Бојковић (ur. 3 września 1971) – serbska szachistka, arcymistrzyni od 1991, posiadaczka męskiego tytułu mistrza międzynarodowego od 2007 roku.

## Kariera szachowa
W roku 1991 zdobyła w rumuńskim kurorcie Mamaia tytuł mistrzyni świata juniorek do 20 lat. W tym samym roku wystąpiła po raz pierwszy w karierze w turnieju międzystrefowym w Suboticy, zajmując XXVII miejsce. O wiele bardziej udanie zakończyła występ w kolejnym międzystrefowym turnieju, który odbył się w roku 1995 w Kiszyniowie, w stawce 52 zawodniczek zajmując X miejsce. W roku 1998 zdobyła w Belgradzie tytuł mistrzyni Jugosławii. W latach 2000, 2001 i 2004 trzykrotnie wystąpiła w mistrzostwach świata systemem pucharowym, najlepszy wynik uzyskując w roku 2004 w Eliście, gdzie awansowała do III rundy (ulegając w niej Swietłanie Matwiejewej).
Odniosła szereg sukcesów w turniejach międzynarodowych, m.in.: I-III m. w Belgradzie (1990), I m. w Dreźnie (1993), I m. w Dortmundzie (1993), I-VII m. w Warszawie (2001, mistrzostwa Europy), I m. w Belfort (2002) oraz I m. w Belgradzie (2008).
Wielokrotna reprezentantka Jugosławii, Serbii i Czarnogóry oraz Serbii w rozgrywkach drużynowych, m.in.:
- jedenastokrotnie na olimpiadach szachowych (w latach 1990, 1994, 1996, 1998, 2000, 2002, 2004, 2008, 2010, 2012, 2014)[7],
- dziewięciokrotnie na drużynowych mistrzostwach Europy (w latach 1992, 1999, 2001, 2003, 2005, 2007, 2009, 2011, 2013); medalistka: wspólnie z drużyną – srebrna (1999)[8].

Najwyższy ranking w karierze osiągnęła 1 lipca 1994 r., z wynikiem 2460 punktów zajmowała wówczas 7. miejsce na światowej liście FIDE, jednocześnie zajmując 1. miejsce wśród jugosłowiańskich szachistek.